# Casal Lourim
Casal Lourim é uma aldeia da freguesia de Lourinhã.